# Cosmos peucedanifolius
Cosmos peucedanifolius también Llamado panti (del quechua "panty") en Perú y Bolivia es una especie de plantas del género Cosmos, familia Asteraceae con un tamaño de 30 cm, nativa de praderas y zonas de matorrales en toda la cordillera de los Andes, que crece de manera silvestre entre los 1500 y los 4500 m.s.n.m.

## Descripción
Es una planta herbácea perenne cuya altura promedio es de 30 cm. Las hojas son simples, pinnadas o bipinnadas y dispuestas en pares opuestos.
Las flores surgen en un capítulo con un ancho anillo de floretes dispuestos radialmente y un disco de floretes centrales. Las flores presentan una coloración rosada.

## Medicina natural
En la medicina alternativa o natural las flores de esta planta se usan para curar los síntomas del resfriado, la gripe y el dolor de estómago generado por el frío. Para ello se hace reposar las flores de la planta en una infusión y se consume como bebida caliente. Esta práctica se realiza desde la época inca.